# Pheidole trapezoidea
Pheidole trapezoidea är en myrart som beskrevs av Hugo Viehmeyer 1914. Pheidole trapezoidea ingår i släktet Pheidole och familjen myror. Inga underarter finns listade i Catalogue of Life.